# Tyranneau barbu
Polystictus pectoralis
Espèce
Statut de conservation UICN

 NT  : Quasi menacé
Statut de conservation UICN

 EX Polystictus pectoralis bogotensis, : Éteint
Statut de conservation UICN

 CR Polystictus pectoralis subsp. brevipennis en Guyane : 
En danger critique
Le Tyranneau barbu (Polystictus pectoralis), aussi appelé Tyranneau du Paraguay, est une espèce de passereaux de la famille des Tyrannidae,.

## Description
Le Tyranneau barbu est un oiseau très petit, mesurant 8–10 cm pour un poids de 6–8 g.
Il ressemble à un sporophile, mais avec un bec plus fin.
Son plumage est globalement brun-roux et gris.
Le mâle adulte a la tête grise, tandis que la femelle et les jeunes ont la gorge claire,.

## Écologie
Le Tyranneau barbu occupe divers habitats ouverts d’Amérique du Sud, avec une préférence marquée pour des milieux ouverts dominés par une strate herbacée, mais présentant une strate arbustive, et souvent des inondations marquées (au moins temporaires annuelles).
On cite notamment les pampas d'Argentine ainsi que diverses savanes, et zones ripicoles ou marécageuses à strate herbacée haute (souvent en lisière forestière), parfois des formations à hydrophytes/hélophytes, entièrement arbustives, ou dominées par des chardons, ou plus rarement, à proximité de plantations et en bord de routes.
Insectivore à tout âge, comme les autres petits Tyrannidés, il passe une partie importante de son temps perché sur des tiges dépassant de la végétation, à l’affût des divers petits insectes volants.
Il est généralement solitaire, mais peut aussi occasionnellement intégrer des groupes avec d'autres espèces de milieux ouverts (sporophiles comme le Sporophile gris-de-plomb, bruants ou troglodytes).
La sous-espèce Polystictus pectoralis pectoralis aurait des tendances migratrice,, tandis que la sous-espèce Polystictus pectoralis brevipennis serait sédentaire.
Les mâles chantent préférentiellement très tôt, à l’aube voire en fin de nuit, ou tard le soir.
Lors de la parade, ils effectuent un vol circulaire terminé en piqué tout en émettant le chant, auquel ils ajoutent parfois des bruissements rapides d’ailes.
Ils sont territoriaux et pourchassent les intrus pendant la période de reproduction.
Il leur arrive aussi de produire des bourdonnements inquiétants à quelques mètres de hauteur si l'on s'approche du nid.
La pratique de la polygynie n'est pas encore vérifiée
Le nid est construit à partir de feuilles, de brindilles herbacées, et d'autres débris végétaux, tissés et consolidés par des toiles d'araignées.
De forme semi-circulaire, cette coupelle atteignant 5 cm de diamètre pour 3 cm de profondeur, est solidement fixée dans la végétation herbacée ou arbustive, souvent dans à un endroit bien visible à moins d’un mètre de hauteur.
Il contient généralement 3 œufs dont les femelles s'occuperaient seules.
De nombreux détails du processus reproductif demeurent inconnus.

## Systématique, répartition et statuts de conservation
Cet oiseau présente une aire de répartition assez vaste à travers l’Amérique du Sud, mais cette zone est très disjointe, ce qui a conduit à subdiviser cette espèce en trois sous-espèces selon la classification de référence du Congrès ornithologique international (version 9.1, 2019). Si le taxon est considéré comme « Quasi-Menacée » (NT) à l’échelle mondiale par l’UICN en 2021, les statuts diffèrent selon la sous-espèce :
- Polystictus pectoralis bogotensis (Chapman, 1915) † : ouest de la Colombie (vallée du río Cauca et département du Cundinamarca)
  - non revue depuis les années 1950 et aujourd’hui considérée comme éteinte[2],[3] ;
- Polystictus pectoralis brevipennis (von Berlepsch & Hartert, 1902) : de l’est de la Colombie à l’Amapá (extrême nord de la côte brésilienne), en passant par les Guyanes, le Venezuela et le Roraima brésilien[12]
  - répartition fragmentée, et rare ou localisée dans tous les territoires où il est connu, à l'exception relative du Roraima ;
- Polystictus pectoralis pectoralis (Vieillot, 1817) : dans une zone allant du sud du Brésil à l'est de la Bolivie, à l'Uruguay, au Paraguay et au nord de l'Argentine[5],[6],[14]
  - sans doute encore assez abondante bien que fort localisée dans tous les pays compris dans son aire de répartition[9].

### en Guyane
En Guyane, le Tyranneau barbu est considéré comme un des oiseaux les plus menacés du territoire, évalué comme « en danger critique d’extinction » (CR) selon les critères UICN.
Polystictus pectoralis brevipennis est naturellement rare (connu de moins de 10 localités, pour moins de 150 couples), dans un habitat naturel lui-même discontinu et rare : semble inféodé aux savanes très ouvertes (absence totale d’arbres) et aux formations à micro-habitats diversifiés présentant au moins ponctuellement une strate herbacée haute.
Or, les savanes recouvrent 0,22 % de la superficie de la Guyane en 2022, et sont en forte régression (pour moitié disparues depuis les années 1950), du fait des pressions de l'agriculture, de l'urbanisation, des espèces exotiques envahissantes, et de divers aménagements conduisant à leur assèchement local.